# エナジー・コンバージョン・デバイセズ
エナジー・コンバージョン・デバイセズ（略称：E.C.D.、Energy Conversion Devices）は、柔軟なラミネート（en）や建物に組み込まれた太陽光発電（en）に使用されるアモルファスシリコン製の薄膜太陽電池（en）のアメリカの太陽光発電池(en)メーカーであった。
同社はまた、充電式バッテリーやその他の再生可能エネルギーのメーカーでもあった。 ECDはミシガン州ロチェスター・ヒルズに本社を置いていた。
ECDは、ミシガン州オーバーン・ヒルズの完全所有子会社である（ユニソーラーとしてよく知られている）ユナイテッド・ソーラー・オボニック, LLCを通じて、かつて世界最大のレキシブル・ソーラー・パネルの生産者であった。
ユニソーラー・パネルは、一端に配線を備えた長い長方形のストリップで構成されており、任意の適切な支持面に接着できる。
それらは平屋根、キャンピングカー（en）、セミトレーラー キャブ、および同様の役割で広く使用されていた。
2012年2月14日、エナジー・コンバージョン・デバイセズ, Inc. とその子会社であるユナイテッド・ソーラー・オボニックLLC および ソーラー・インテグレーテッド・テクノロジズ, Inc. は、ミシガン州東部地区連邦地方裁判所(en)に破産申請した。

## 会社
エナジー・コンバージョン・デバイセズ, Inc. (ECD)は、その子会社であるユナイテッド・ソーラー・オボニック(USO)を通じて、建物一体型および屋上PV(太陽光発電)に従事し、もしくは太陽光を電気エネルギーに変換する薄膜太陽電池ラミネートを製造、販売、設置した。会社は2つのセグメントで運営されていた: ユナイテッド・ソーラー・オボニックとオボニック・マテリアルズ。同社のUSOセグメントは、屋根材(en)と直接一体化するように設計されたPVラミネートの製造に従事する、完全所有子会社のユナイテッド・ソーラー・オボニックLLCで構成される。オボニック・マテリアルズ・セグメントは、ECDの材料科学技術に基づいて、材料と製品を発明、設計、開発した。ECDは、子会社を通じて、代替エネルギー生成 (主に太陽エネルギー)、エネルギー貯蔵、および情報技術市場向けの材料、製品、および生産プロセスを商品化した。
オボニックス(Ovonics,「Ovshinsky」と「electronics」の造語) は、特定の最小電圧を印加すると、電気的に非伝導性の状態から特殊な組成のガラスによって示される半導体状態に変化する材料を使用するエレクトロニクスの分野である。 最も重要な例は、相変化メモリである。
科学者であり起業家でもあるスタンフォード・ロバート・オブシンスキーは、アモルファス半導体の研究をさらに進めるために1960年にエナジー・コンバージョン・デバイセズ, Inc. (ECD) を設立した後、この分野の先駆者であり、この用語を造語した。ECD・オボニックスは、無公害で気候を変化させないエネルギー源の開発に取り組んだ。
エナジー・コンバージョン・デバイセズ, Inc. (ECD):
- フレキシブル ソーラー パネルの製造元だった。
- 活動には、ニッケル水素電池、固体水素燃料貯蔵、金属水素化物燃料電池、および太陽電池が含まれていた。
- 創設者のスタンフォード・オブシンスキーは、1999年にタイム誌から「地球の英雄」として表彰され[5]、2005年には米国を拠点とする「太陽エネルギーの殿堂」に殿堂入りした。
- ECD オボニックスの株式は破産申請後、上場廃止になる前、2007年にENERの(ティッカー)シンボルでNASDAQ[3]とフランクフルト証券取引所に上場した。

## 会社の構造
ECD オボニックスは3つの部分に分けられ、また、他のいくつかの会社の完全または部分的な所有権を持っていた。
- エネルギー生成
  - ユナイテッド・ソーラー・オボニック・コーポ.(レーション) (100%所有):  フレキシブル太陽電池(en)ラミネート生産者
  - ソーラー・インテグレーテッド・インク. (100%所有):  太陽光発電設備の管理、システム設計、エンジニアリング、建設、運用および保守
  - オボニック・フューエル・セル・カンパニーLLC (100%所有)
- エネルギー貯蔵
  - オボニック・ハイドロジェン・システムズLLC(100%所有)
  - オボニック・バッテリー・カンパニー(ECDが91.4%所有、本田技研工業と三洋電機とSanoh(?)が8.6%所有)
    - レア・アース・オボニック・インナー・モンゴル(オボニック・バッテリーが19%、シェブロンが50%所有)
    - コバシス（英語版）(オボニック・バッテリーが50%所有)
- 情報技術
  - オボニック・メディア (100%所有)
  - オボニックス・インク. (ECDが39.5%所有)
  - オボニック・コグニティブ・コンピュータ (ECDが95%、オボニックス・インク.が5%所有)

## ユナイテッド・ソーラー・オボニック・コーポレーション
ユナイテッド・ソーラー・オボニック・コーポレーションはかつては、(2008年当時)世界最大の太陽光発電ラミネート(en)のメーカーだった。 薄膜太陽電池(en)のより広いカテゴリーでは、2007年時点で、同社はen:First Solarに次いで米国で2番目に大きいメーカーだった。太陽電池は直列に接続された11個の三重接合(en)アモルファスシリコン太陽電池でできており、変換効率は11〜13％である。ラミネート封止材料は耐久性のあるen:ETFE、高光透過性ポリマーだった。このラミネートは「ユニソーラー(UNI-SOLAR)」という商標で販売されていた。製造およびグローバル本社は、ミシガン州オーバーン・ヒルズにあった。2007年にミシガン州グリーンビルに2番目のキャンパスが建設された。生産物の多くは金属屋根 (Rheinzink、Corus "Kalzip") やポリマー屋根膜 (Alwitra、ソーラー・インテグレーテッド・テクノロジズ) などの、建築外皮要素の製造業者および供給業者に販売された。柔軟で薄膜な宇宙用太陽光発電製品も開発された。

## ソーラー・インテグレーテッド・インク(株式会社)
ソーラー・インテグレーテッド・インクはECD, Inc. の完全子会社であり、EPC (エンジニアリング、調達、建設(Engineering, Procurement, Construction))請負業者として、ソーラー・インテグレーテッドは、ユニソーラー製品の管理、システム設計、エンジニアリングから購入、建設、運用、保守まで、サプライ チェーン全体に責任を負った。

## オボニック・バッテリー
オボニック・ニッケル水素電池は1998年のシボレー・S-10 EV(en)と1999年のGM・EV1、および現在生産されている他の多くのハイブリッド車(en)で使用された。このバッテリーは、内燃エンジンで水素を燃焼させる(en)バジャージ・オート向けに作られたオート・リクシャーのコンセプトカーにも使用された。彼らはそれについて「インドの3輪輸送のためのクリーン水素技術」と題するレポートを作成し、その性能は圧縮天然ガス(CNG, en) 自動車に匹敵すると述べている。

### 特許負担
1994年、ゼネラルモーターズは、大型ニッケル水素 (NiMH) バッテリーの製造を管理する特許を含む、オボニックスのバッテリー開発と製造における支配権を買収した。
2000年10月10日、テキサコはGMオボニックス株式のゼネラルモーターズ持ち分の購入を発表し、シェブロンは6日後にテキサコの買収を発表した。2003年、テキサコ・オボニックス・バッテリー・システムズはコバシスに再構築(リストラ)され、シェブロンとエナジー・コンバージョン・デバイセズ(ECD)・オボニックス(en)の間で(持分比率)50対50ジョイント・ベンチャーとなった。
コバシスの50%の株式を保有することに加えて、シェブロンはECD・オボニックスの19.99%の株式を保有している。シェブロンは、コバシスのいかなるNiMH技術の販売またはライセンス供与に対する拒否権を保持している。さらに、シェブロンは、ECD・オボニックスが契約上の義務を履行しない場合、コバシスのすべての知的財産権を差し押さえる権利を保持する。2007年9月10日、シェブロンは、ECD・オボニックスがその義務を履行していないという法的請求を提出した。ECD・オボニックスは、この主張に異議を唱えている。
2007年2月に発行されたen:Sherry Boschertの著書`Plug-in Hybrids: The Cars that Will Recharge America'で彼女は大型のNiMHバッテリーは商業的に実行可能であるが、コバシスはそれらを小さな企業や個人に販売またはライセンス供与することを拒否していると主張している。Boschertは、コバシス がこれらのバッテリーの非常に大量の注文しか受け付けていないことを明らかにした。Boschertが調査を行ったとき、主要な自動車メーカーはNiMHバッテリーにほとんど関心を示さなかった。大量の注文を生産できる企業は他になかったため、コバシス は自動車用のNiMHバッテリーを製造していなかった。
2006年12月、コバシスとゼネラルモーターズは、コバシスがサターン・オーラ・ハイブリッド・セダン(en)にNiMHバッテリーを供給する契約を締結したと発表した。発表されたが、車は後に廃棄され、サターンは閉鎖された。2007年3月、ゼネラルモーターズは2008年のシボレー・マリブ・ハイブリッド(en)にもコバシス NiMHバッテリーを使用すると発表した。コバシスは、独自のプラグイン・ハイブリッド(en)電気自動車 (PHEV) の構築または改造に関心のある個人向けに少量のNiMHバッテリーを製造および販売することには依然として消極的である。2009年、メルセデスはML450・ハイブリッド・SUVを米国で発売する計画を立ていたが、(親会社の)シェブロンがコバシスから資金を引き出したため、バッテリーは納入されなかった。2009年7月14日、コバシスは、サムスンとボッシュの合弁会社であるSB LiMotive(en)に買収され、後にボッシュ自体に組み込まれた。大型NiMHバッテリーパックの知的財産を所有していると誤解されているが、CEOのTom Neslageによると、彼らはシェブロンとの独占的なライセンス契約を結んでいるだけである。
2012年2月、ECDは、過半数を所有する子会社であるオボニック・バッテリー・カンパニーをBASFコーポレーションに、取引手数料、少数株主の参加、運転資本およびその他調整前(評価額)の総額5,800万ドル、現金で売却した。

## ギャラリー

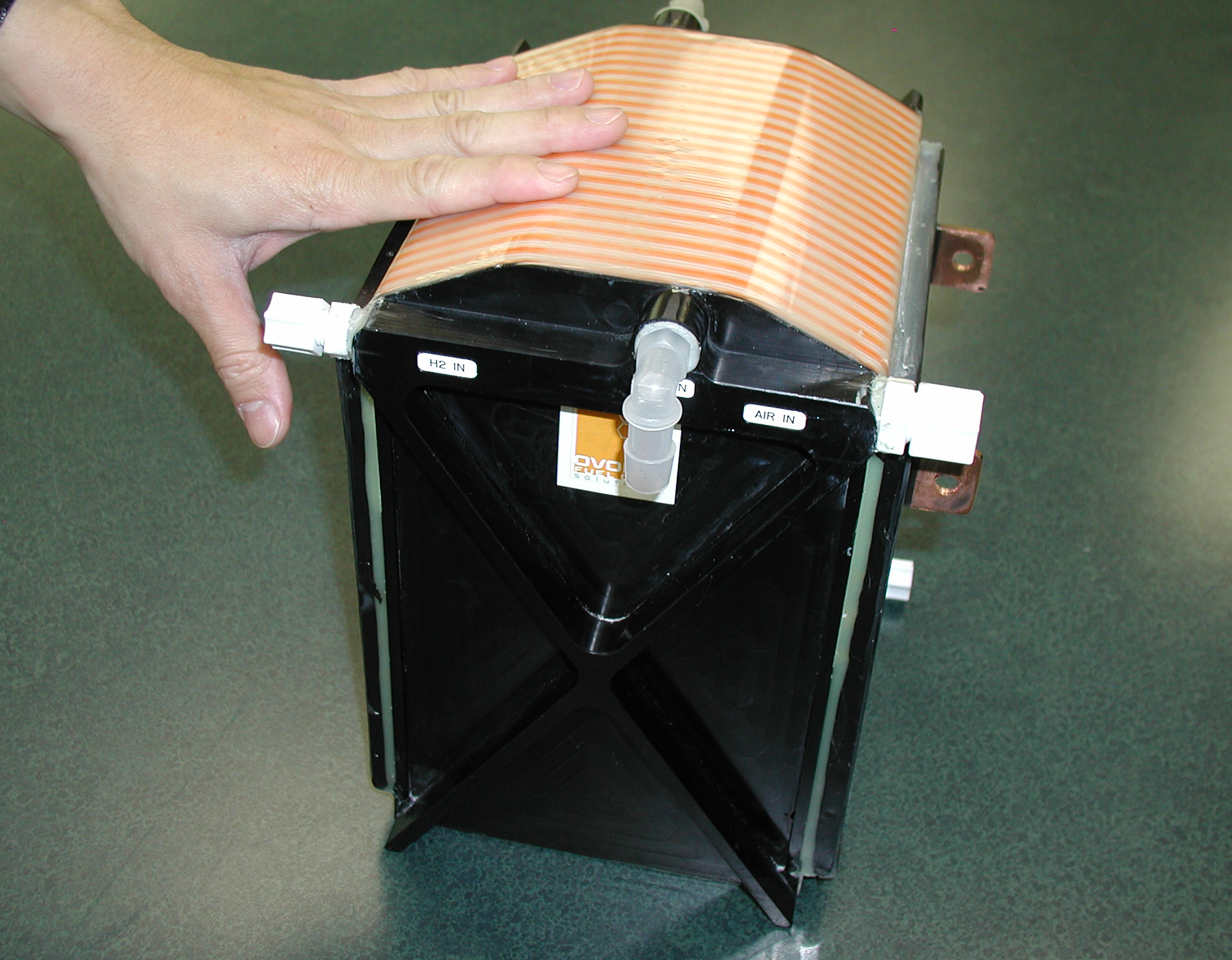
金属水素化物燃料電池
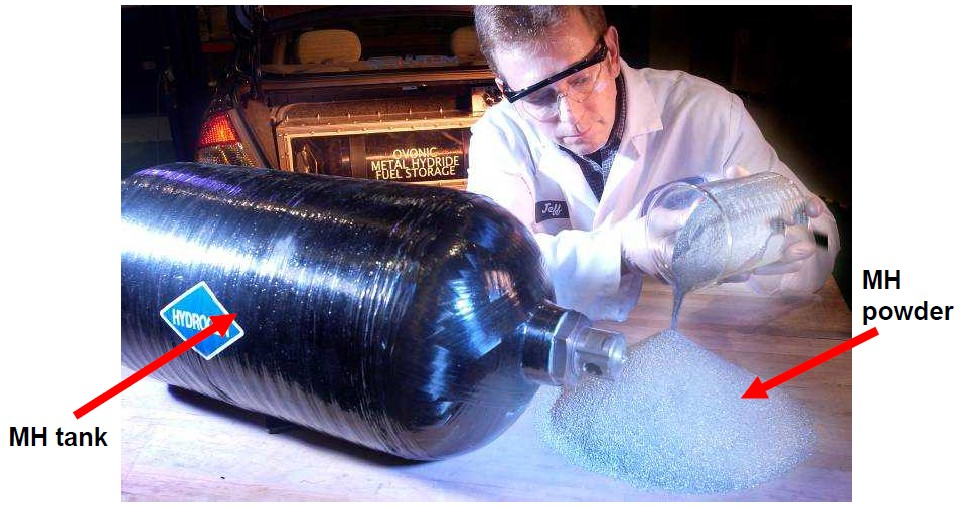
水素貯蔵用金属水素化物
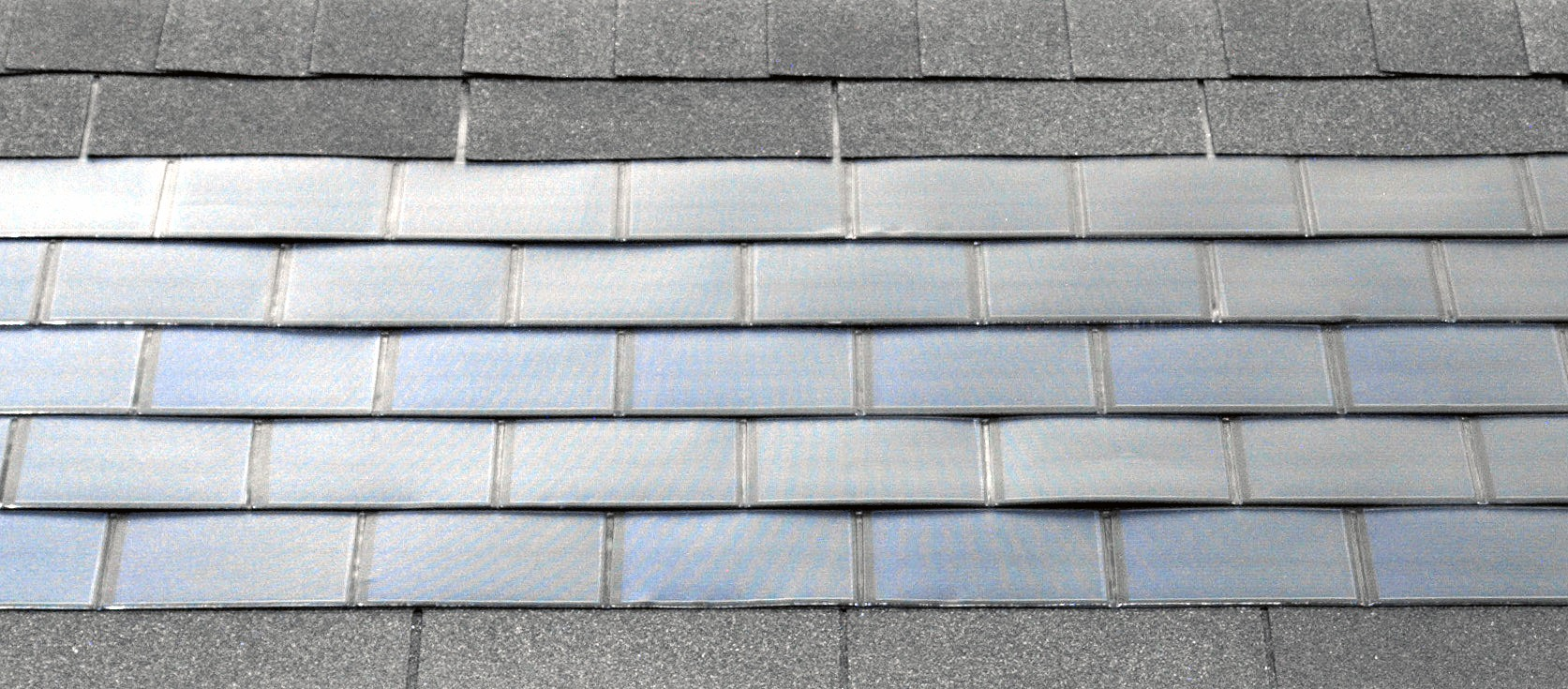
ユナイテッド・ソーラー社製 建物一体型オボニック薄膜太陽電池瓦
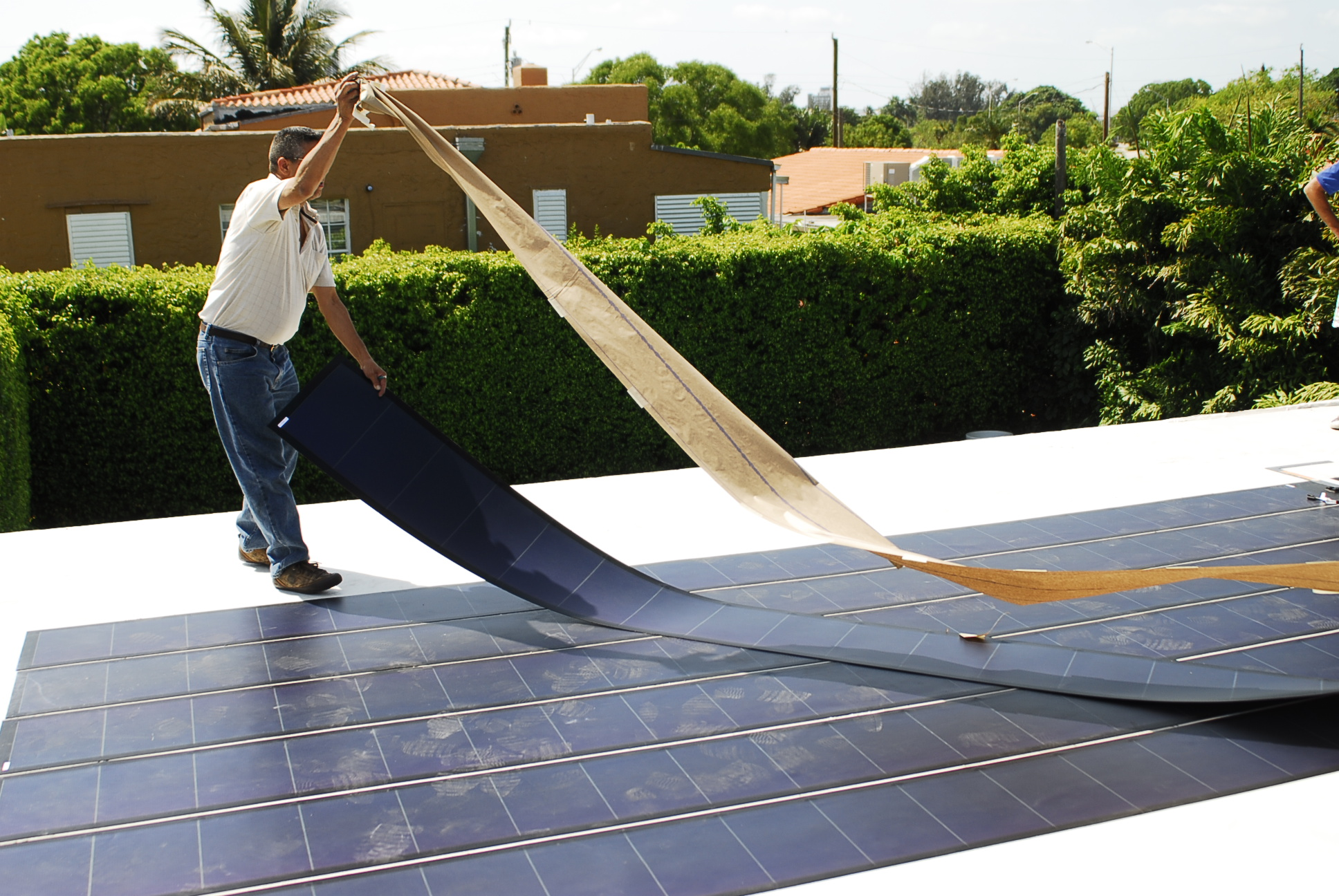
ユナイテッド・ソーラー社製オボニック薄膜フレキシブル太陽光発電パネルの最終的な設置と配置
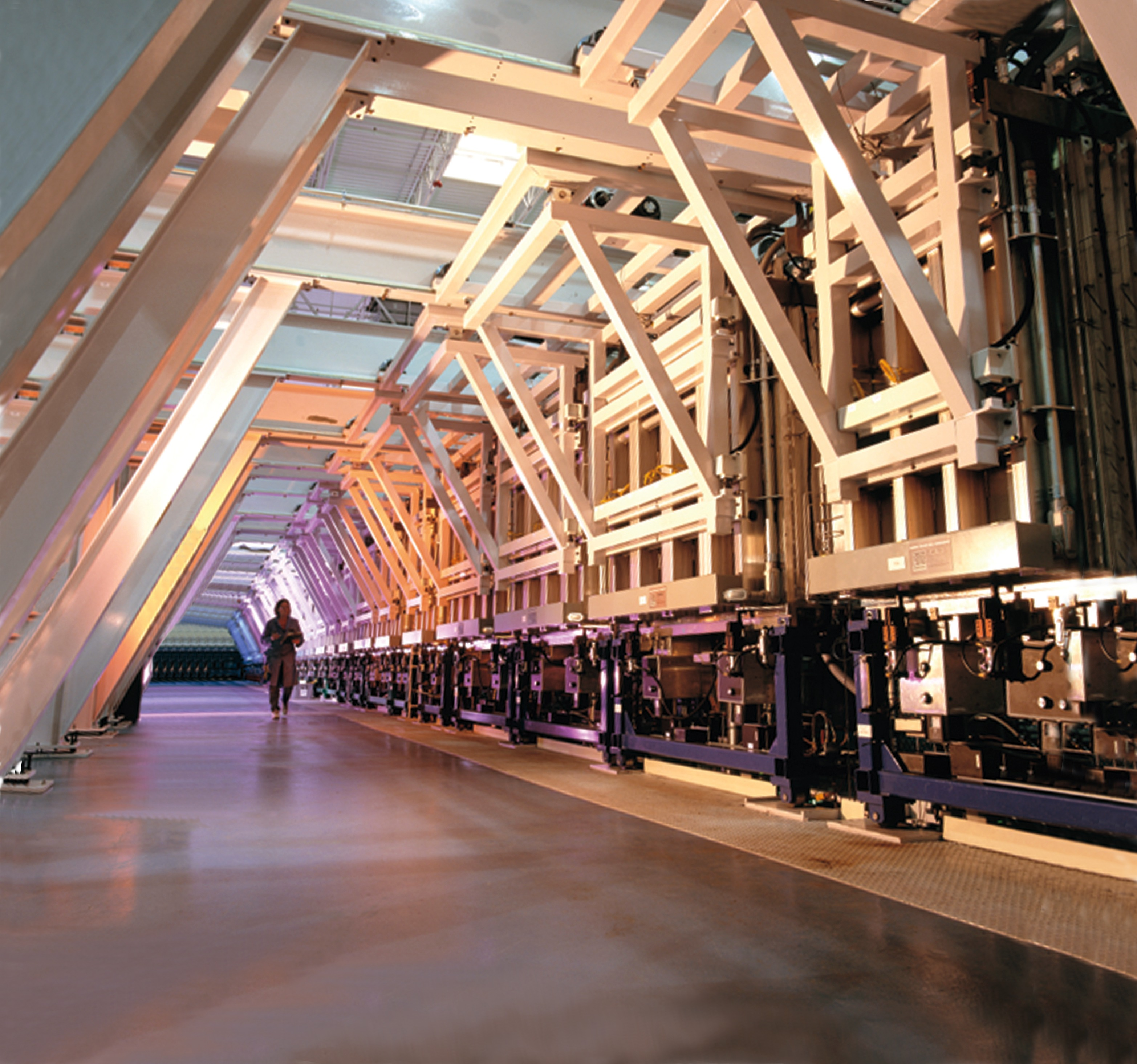
ユナイテッド・ソーラー・オボニック社の連続(roll-to-roll)太陽光電池生産ライン with 年間容量30MW
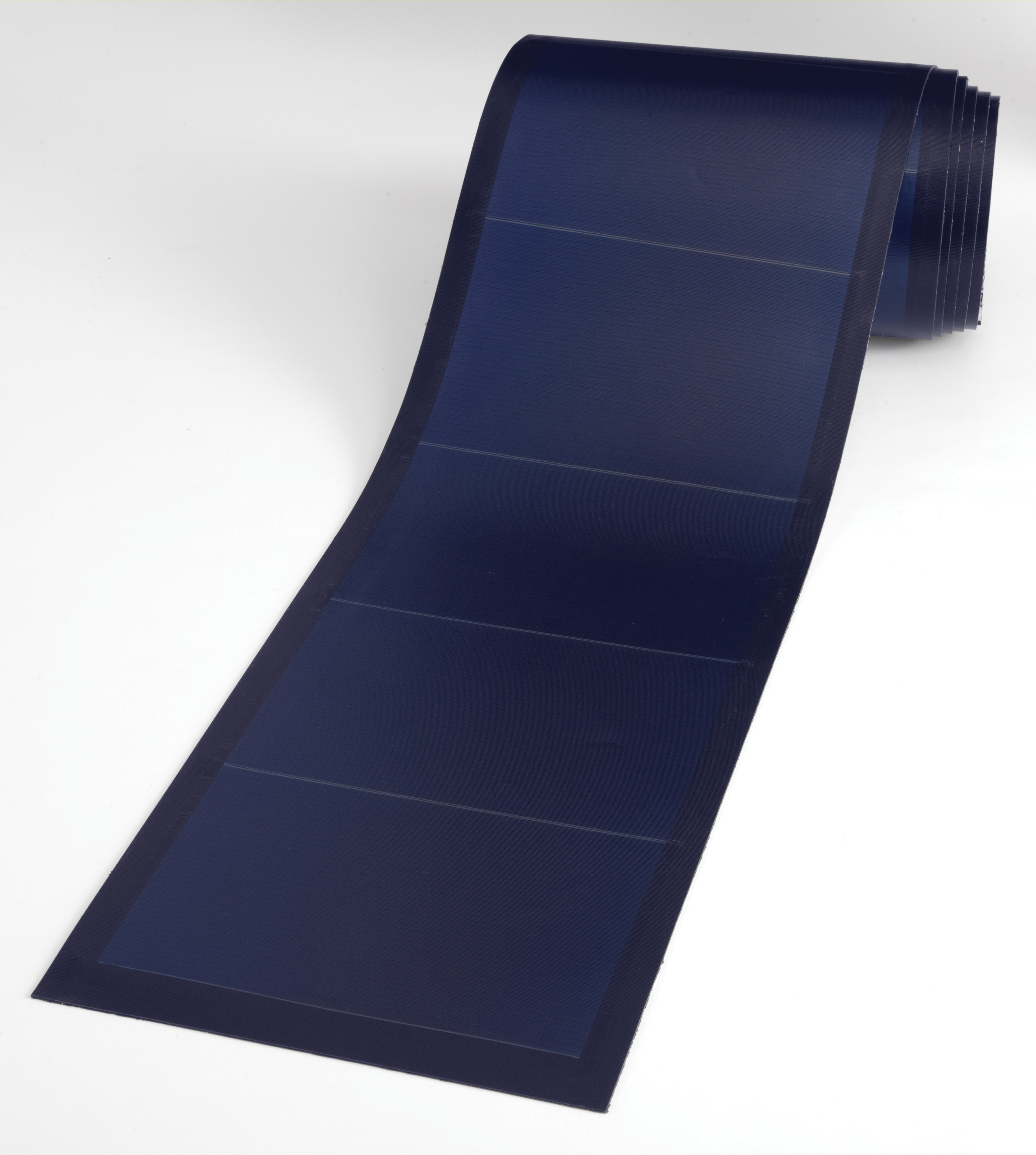
ユナイテッド・ソーラー・オボニック社製太陽光発電ラミネート
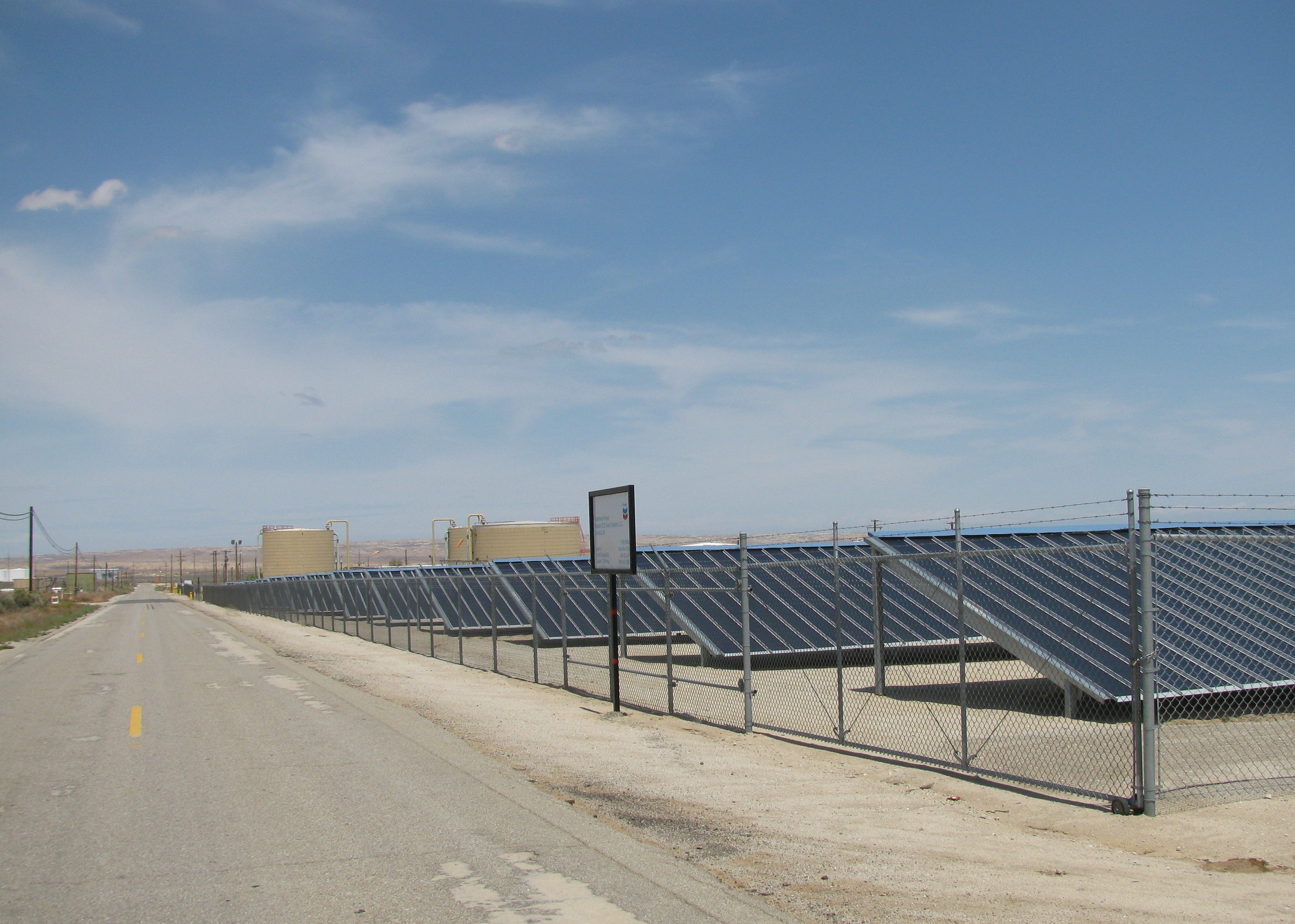
en:Chevron Solarmine運営の大規模太陽光発電所 with ユナイテッド・ソーラー・オボニック社製太陽光発電ラミネート
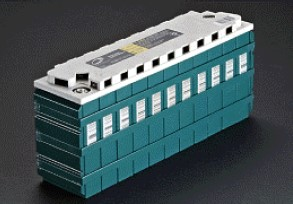
GM・オボニックNiMHバッテリーモジュール
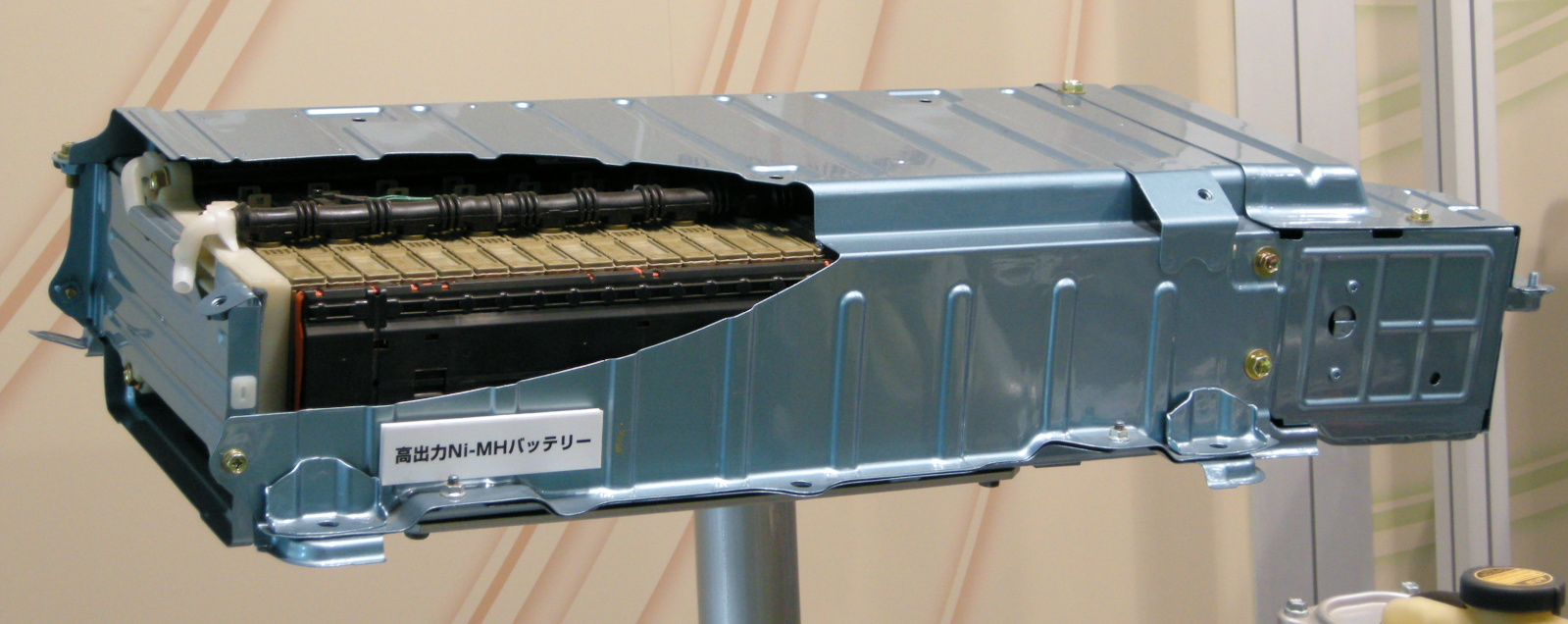
トヨタ・プリウスの高出力ニッケル水素電池
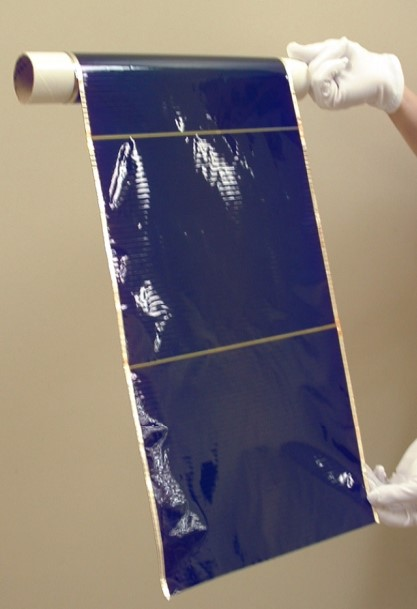
ユナイテッド・ソーラー・オボニック社から出ているフレキシブルな航空宇宙製品